# Troskot
Troskot (zubača, lat. Cynodon), biljni rod iz porodice trava kojemu pripada 10 vrsta trajnica puzačica raširenih po Starom svijetu. Ime mu dolazi iz grčkih riječi kyon, kynos (pas) i odous, odontos (zub), zbog izgleda cvata ili populjka.
Najpoznatija vrsta je prstasti troskot ili zubača, čiji podanak može narasti preko jednog metra i ići u dubinu do 35 centimetara. Prema izračunu, ova tvrdokorna biljka na jednom hektaru može razviti oko 800 kilometara podanaka koji nose nekoliko milijuna pupoljaka. Listovi su lancetasti, a cvjetovi skupljeni, od 3 do 6, u klasove. Cvatu od lipnja do klolovoza.
Troskot je otporan na sušu i mraz, a može ga se naći po livadama, vrtovima, voćnjacima, vinogradima, a najviše voli topla i sunčana mjesta. Smatra se najotpornijim korovom, ali je i biljka koja djeluje antierozivno.

## Vrste
1. Cynodon aethiopicus Clayton & J.R.Harlan, etiopska zubača
2. Cynodon ambiguus (Ohwi) P.M.Peterson
3. Cynodon barberi Rang. & Tadul., bradata zubača
4. Cynodon convergens F.Muell.
5. Cynodon coursii A.Camus
6. Cynodon dactylon (L.) Pers., prstasti troskot
7. Cynodon incompletus Nees, nepotpuni troskot
8. Cynodon × magennisii Hurcombe
9. Cynodon nlemfuensis Vanderyst, afrički troskot
10. Cynodon plectostachyus (K.Schum.) Pilg.
11. Cynodon prostratus (C.A.Gardner & C.E.Hubb.) P.M.Peterson
12. Cynodon radiatus Roth, zrakasti troskot
13. Cynodon simonii P.M.Peterson
14. Cynodon tenellus R.Br.
15. Cynodon transvaalensis Burtt Davy

Cynodon parviglumis Ohwi (Japanski troskot ), sinonim je za Cynodon dactylon.